# Diastylis boecki
Diastylis boecki är en kräftdjursart som beskrevs av John Todd Zimmer 1930. Diastylis boecki ingår i släktet Diastylis och familjen Diastylidae. Arten är reproducerande i Sverige. Inga underarter finns listade i Catalogue of Life.